# ۱۰۵۴ (قمری)
۱۰۵۴ (قمری)، هزار و پنجاه و چهارمین سال در گاهشماری هجری قمری است. اول محرم این سال برابر با دهم مارس سال ۱۶۴۴ میلادی است.

## زادگان
- عبدالقادر بیدل شاعر فارسی‌سرای سبک هندی